# Michael Newdow

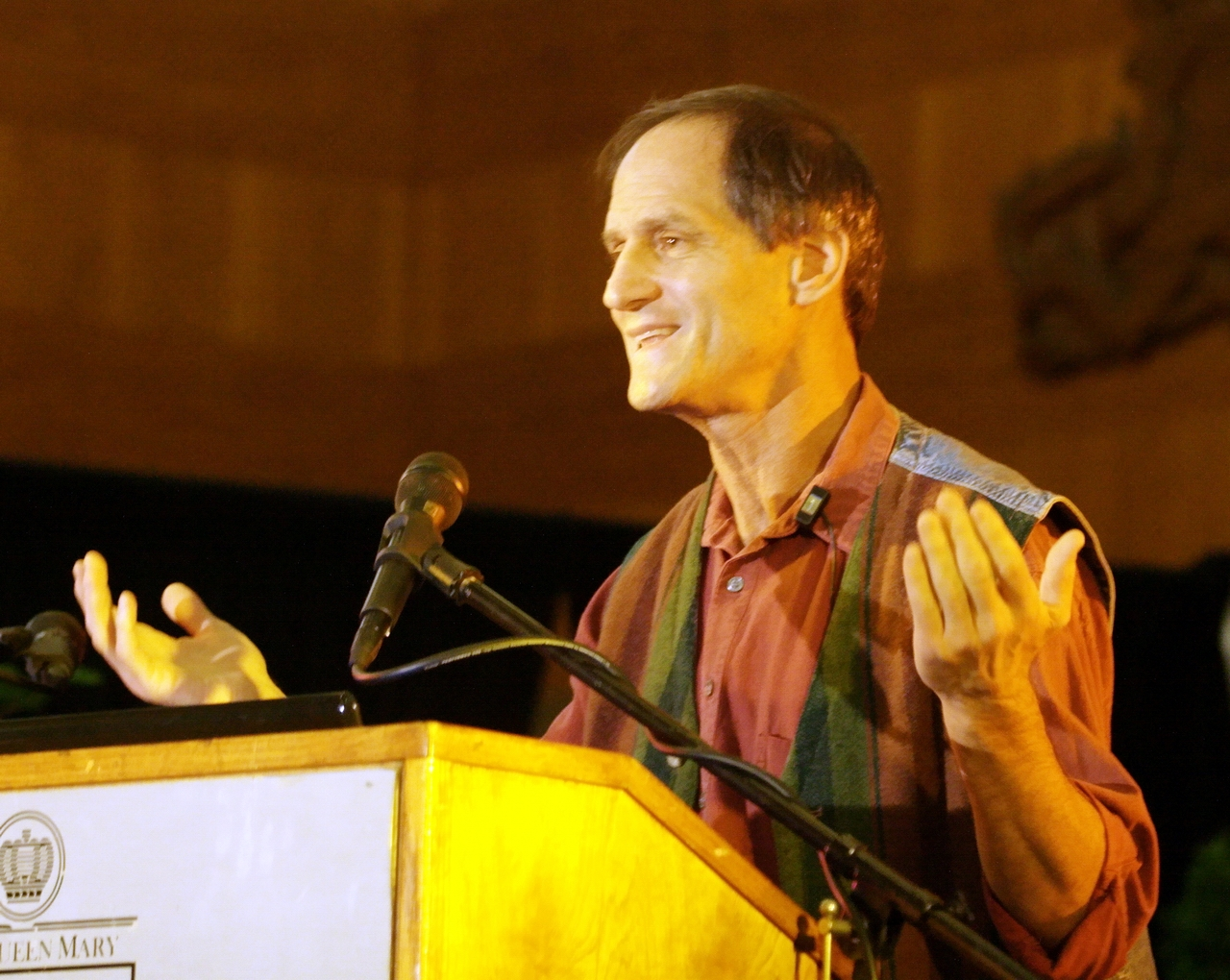
Michael Arthur Newdow.

Michael Arthur Newdow (24 de junio de 1953) es un abogado y médico estadounidense especialista en medicina de emergencia. Judío ateo, ha sido conocido por sus esfuerzos para que la recitación de la versión actual del Juramento de Lealtad en las escuelas públicas en los Estados Unidos se declare inconstitucional debido a su inclusión de la frase "bajo Dios".
También presentó y perdió una demanda para detener la oración de invocación en la segunda toma de posesión de Bush como presidente. También ha presentado una demanda para evitar las referencias a Dios y la religión en la toma de posesión del presidente Obama y una para borrar la frase In God we trust de los billetes de dólar estadounidense.
Newdow es ateo y ordenado ministro de la Iglesia de la Vida Universal. En 1997, comenzó con una organización llamada F.A.C.T.S. (First Atheist Church of True Science), que abogaba por una clara Separación Iglesia-Estado en las instituciones públicas. También forma parte del consejo de la Coalición Secular por los Estados Unidos y ofrece ayuda como director ejecutivo a Sean Faircloth y la coalición para la inclusión del noteísmo en la vida diaria de Estados Unidos.

## Biografía
Newdow creció en el Bronx y en la localidad de Teaneck, Nueva Jersey donde se mudó su familia en 1960. Se graduó en el Teaneck High School. Cuenta en la revista  Brown Alumni Magazine que no recuerda haber creído nunca en dios, nací ateo.
Tras graduarse en el instituto fue a la Universidad Brown, donde terminó su grado en Biología en 1974, tres esto, fue alumno en la escuela médica de la UCLA donde terminó su doctorado en medicina en 1978. Trabajó médico de urgencias en varios hospitales y tiene el título de médico facultativo en California y cinco estados más.
Newdow comenzó más tarde a estudiar en la Facultad de Derecho de la Universidad de Míchigan terminando el grado y licenciándose como abogado en 2002.

## Premios
En noviembre de 2002 Newdow obtuvo el premio Librepensador del año de manos de la Freedom From Religion Foundation por el tema contra el Juramento de Lealtad. En 2002, recibió un premio de reconocimiento al héroe librepensador por su caso para hacer desaparecer la frase "In God We Trust" que se utiliza desde los años 1950 en la moneda. En mayo de 2004 la American Humanist Association concedió a Newdow el premio "Humanista pionero".